# Wang Zhenpeng

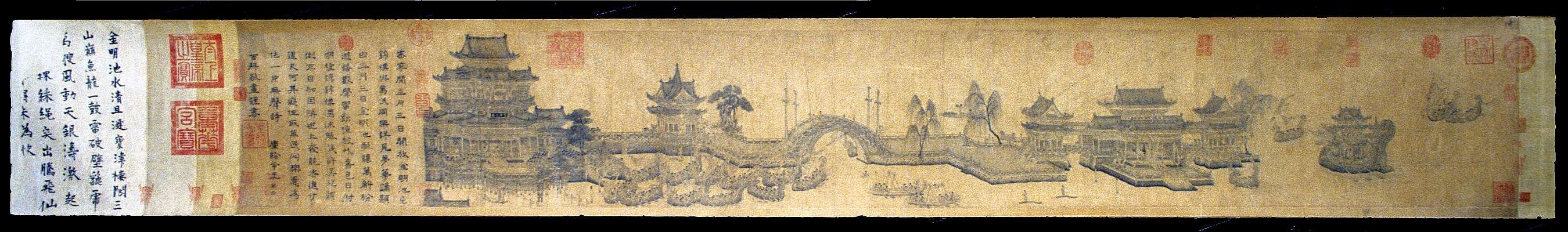
Festival du bateau-dragon par Wang Zhenpeng en 1310 et 1323.

Wang Zhenpeng ou Wang Chên-P'êng ou Wang Tchen-P'eng, surnom : Pengmei, nom de pinceau : Guyun Qushi. Peintre chinois du XIVe siècle, originaire de Yongjia dans la province du Zhejiang en Chine. Ses dates de naissance et de décès ne sont pas connues à ce jour, on sait qu'il est actif dans la première moitié du XIVe siècle. 

## Biographie
Architecte et peintre d'architecture, Wang Zhenpeng est bien connu pour sa technique jiai hua (peintre des limites) et fait aussi des paysages. Il est très apprécié par l'empereur Renzong à qui il doit son nom de pinceau, l'Ermite des nuages solitaires.

## Les artistes dans l'administration et à la cour
À la cour mongole, la peinture se développe tout particulièrement sous le règne de l'empereur Renzong, dont la sœur, la princesse Sengge, est une collectionneuse passionnée, et de l'empereur Wenzong (r.1328-1332)-(en) qui crée une prestigieuse académie littéraire nommée ‹Kuizhangge› ou ‹Pavillon des Étoiles de la Littérature›, où les peintures sont évaluées et enrichies d'inscriptions.

## Genre de style
Le mandarin et artiste de cour Wang Zhenpeng, qui vient de la province du Zhejiang, spécialiste dans le dessin architectural au trait fin, hautement détaillé, que l'on nomme jiehua, est en activité pendant ces deux règnes. Les rouleaux portatifs représentant la régate des bateaux-dragons sur le lac Jinming, spectacle annuel que l'empereur Huizong parraine sur un lac proche de son palais, sont les mieux connues de ses œuvres qui relèvent du genre jiehua. Wang offre une peinture sur ce thème à Renzong en 1310, et en fait une autre en 1323 pour la princesse Sengge, à la requête de cette dernière.
L'attrait exercé par ces rouleaux sur l'empereur et sa sœur doit tenir d'une part à leur sujet, qui offre un spectacle plein d'entrain en plus d'évoquer les splendeurs impériales d'une ancienne dynastie, et d'autre part au tour de force technique, qui relève du pur artisanat. La sinisation des souverains mongols, bien qu'engagée à cette époque, est probablement encore loin de leur permettre de participer pleinement au goût élevé des lettrés et à l'esthétique inversée, qui place la maladresse au-dessus de l'habileté, la simplicité au-dessus de la beauté. Cette esthétique est en tout cas associée à la classe des mandarins lettrés, non à l'aristocratie.
Les rouleaux de ‹Fêtes de bateaux-dragons› attribués à Wang Zhenpeng ou portant sa signature appartiennent à différentes collections ; les plus beaux  sont peut-être au Metropolitan Museum of Art de New York.  Un rouleau portatif non signé de la période des Yuan sur le même sujet, œuvre dépourvue d'anciens sceaux ou de colophons, se rapproche étroitement du style de Wang Zhenpeng et pourrait bien être de lui, sinon que le dessin y est plus délié plus vif que dans tous ses autres travaux.
L'une des théories avancées est qu'il s'agit d'un huagao, ou esquisse préparatoire, de Wang, travaillée ultérieurement dans une version mieux ajustée et plus affinée. Bien que cela puisse être vrai, on peut aussi relever quelques points qui, sur le plan de la représentation, sont plus convaincants que d'autres, et qui distinguent fréquemment un original de ses copies : l'architecture se lit de manière plus volumétrique, et non pas (comme dans les autres œuvres) simplement comme un motif plat ; l'œil peut pénétrer dans les vérandas et les appartements du palais, y observer des personnages et des meubles à l'intérieur ; les personnages sont légèrement caractérisés par leurs postures ; la profondeur et le raccourci des formes le long du plan d'eau sont traités avec une plus grande habileté.
Ce sont évidemment des questions relatives, et l'œuvre ne peut, sous ces rapports, être comparée au magistral Promenade au fleuve le jour de la Pure Lumière, par exemple. Mais à travers tous ses tours de force, la peinture conserve assez de franchise et de vitalité dans la description de la fête pour permettre au spectateur d'apprécier des détails tels que les acrobaties représentées dans certains bateaux, avec des personnages qui se balancent dans les airs ou sautent dans l'eau.

## Musées

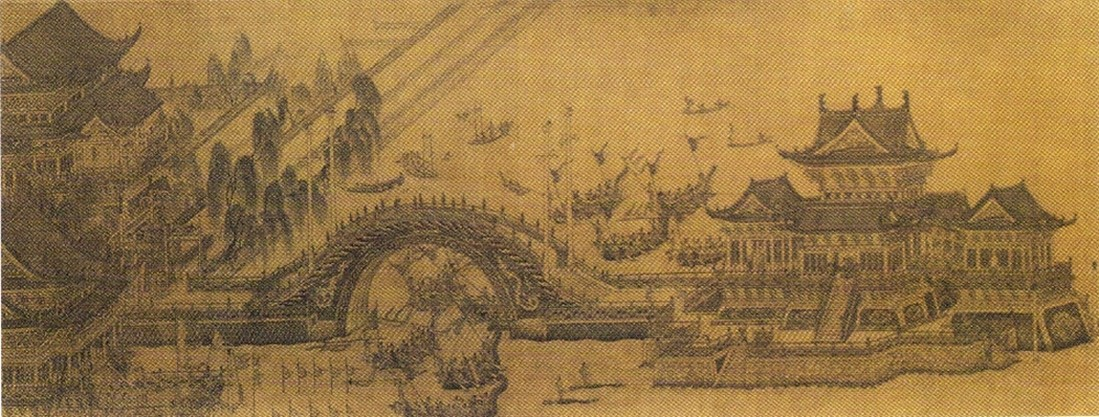
Fête des bateaux-dragons par Wang Zhenpeng

- Beijing (Musée du palais impérial):
  - Fête des bateaux-dragons, section d'un rouleau portatif, (25x114,6 centimètres), encre sur soie.
- Boston (Mus. of Fine Arts) :
  - Le bateau-dragon impérial, éventail, attribution.
- Indianapolis: (Musée d'art d'Indianapolis):
  - Démons attaquant le bocal de verre contenant le fils de Ariti, rouleau en longueur, attribution.
- Kansas City (Nelson Gal. of Art):
  - Bâtiment impérial sur une terrasse, feuille d'album signée.
- Pékin (Mus. du Palais):
  - Le bateau-dragon impérial, rouleau en longueur, cachets du peintre.
  - Le palais d'été impérial, signé et daté 1312, rouleau en longueur.
- Taipei (Nat. Palace Mus.):
  - Festival du bateau-dragon, daté 1323, encre sur soie, rouleau en longueur.
  - Festival du bateau-dragon à l'époque Han, signé et daté 1310, encre sur soie, rouleau en longueur.
  - La résidence des immortels dans la brume de la Mer de Brume, couleurs sur soie.